# Luxolo Adams
Luxolo Adams (Burgersdorp, 1º agosto 1996) è un velocista sudafricano.
Ha vinto la medaglia di bronzo ai campionati africani nei 200 m piani nel 2018.

## Progressione

### 200 metri piani
| Stagione | Misura | Luogo             | Data      | Rank. Mond. |
| -------- | ------ | ----------------- | --------- | ----------- |
| 2023     | 20"15  | Budapest          | 23-8-2023 |             |
| 2022     | 19"82  | Parigi            | 18-6-2022 |             |
| 2021     | 20"34  | Pretoria          | 26-3-2021 |             |
| 2020     | 20"64  | Pretoria          | 13-3-2020 |             |
| 2019     | 20"71  | La Chaux-de-Fonds | 30-6-2019 |             |
| 2018     | 20"01  | Paarl             | 22-3-2018 |             |
| 2017     | 20"51  | Potchefstroom     | 22-4-2017 |             |
| 2016     | 21"46  | Port Elizabeth    | 19-4-2016 |             |

## Palmarès
| Anno | Manifestazione      | Sede     | Evento      | Risultato | Prestazione | Note        |
| ---- | ------------------- | -------- | ----------- | --------- | ----------- | ----------- |
| 2018 | Campionati africani | Asaba    | 200 m piani | Bronzo    | 20"70       | [ 1 ]       |
| 2022 | Mondiali            | Eugene   | 200 m piani | 8º        | 20"47       | [ 2 ] [ 3 ] |
| 2023 | Mondiali            | Budapest | 200 m piani | 16º (sf)  | 20"44       | [ 4 ] [ 5 ] |

## Campionati nazionali
- 1 volta campione nazionale sudafricano dei 200 m (2018)

2015
- 4º ai campionati sudafricani (Stellenbosch), 400 m piani - 46"38

2018
- Oro ai campionati sudafricani (Pretoria), 200 m piani - 20"08

2022
- 5º ai campionati sudafricani (Città del Capo), 200 m piani - 21"14

## Altre competizioni internazionali
2018
- Argento al Bauhaus-Galan ( Stoccolma), 200 m piani - 20"36
- Argento alla Coppa del Mondo, ( Londra), 200 m - 20"45
- Bronzo alla Coppa del Mondo, ( Londra), staffetta 4x100 m - 38"53
- 7º all'Herculis ( Monaco), 200 m piani - 20"65
- 7º al Weltklasse Zürich ( Zurigo), 200 m piani - 20"51

2022
- Argento al Meeting international Mohammed VI d'athlétisme de Rabat ( Rabat), 200 m piani - 20"35
- Oro al Meeting de Paris ( Parigi), 200 m piani - 19"82

2023
- 8º ai Bislett Games ( Bruxelles), 200 m piani - 20"79